# San Pietro di Cadore
San Pietro di Cadore är en ort och kommun i provinsen Belluno i regionen Veneto i Italien. Kommunen hade 1 607 invånare (2018).